# نوریه مظفری
نوریه مظفری نقاش معاصر و استاد دانشگاه ایرانی–کانادایی در زمینه هنر است.

## زندگی‌نامه
مظفری در سال ۱۹۶۰ در تهران به دنیا آمد و در رودسر در شمال ایران بزرگ شد. وی در سن ۱۸ سالگی پس از مهاجرت به تهران به طور جدی به پیگیری نقاشی پرداخت. او مدرک کارشناسی هنر خود را از دانشگاه الزهرا ایران در ۱۹۸۹ میلادی گرفت و تکنیک‌های گوناگون نقاشی را نزد آیدین آغداشلو فراگرفت. وی سپس مدرک کارشناسی ارشد خود را در رشته نقاشی از دانشکده هنر و معماری دانشگاه آزاد تهران در سال ۱۹۹۶ به دست آورد. پس از آن، مظفری جزو هیئت علمی همان دانشگاه شد و به تدریس هنر پرداخت. مظفری در دوران هنری خود با چهره‌های هنری سرشناسی چون همایون سلیمی، مهدی حسینی، حبیب‌الله آیت‌اللهی، شهلا حبیبی، جعفر روحبخش، بهمن بروجنی، روئین پاکباز، و هانیبال الخاص کارکرد.
وی در سال ۱۹۹۸ به ونکوور در کانادا مهاجرت کرد و مدرکی در طراحی جواهر و سنگ‌شناسی گرفت. از آن هنگام تاکنون، او ۲۰ نمایشگاه فردی و بیش از ۱۲۰ نمایشگاه گروهی در چندین کشور جهان، از جمله ایران، داشته است. آثار او در دوسالانه‌های موزه هنرهای معاصر تهران، موزه نیاوران، موزه سعدآباد، و چندین موزهٔ و گالری دیگر در فرانسه، ایالات متحده، انگلستان، و سوئیس به نمایش درآمده‌اند.

## آثار
سبک هنری مظفری اکسپرسیونیسم انتزاعی است و خود نقاشی رئالیستی تا شیوه مدرن را تجربه کرده‌است. کارها، به شکل عمده، اکسپرسیونیسم را در قالب آبستره به تصویر می‌کشند. کارهای وی شیوه‌ای از نقاشی خالص را ادامه می‌دهند که در اندیشه مسائل کلاسیک مربوط به فضای تصویری و بیان و گویایی صفحهٔ تصویر است. مهمترین شاخص کارهای او، متاثر بودن آثارش از اجتماع و فرهنگ ایران است و در آن‌ها از المان‌های مربوط به فرهنگ این کشور بهره فراوان گرفته شده‌است. در میان آثار وی می‌توان به تابلوهایی از زنان نامدار ایرانی همچون قمرالملوک وزیری و فروغ فرخزاد که به صورت ترکیبی از هنر انتزاعی و رئالیسم در کنار عکس و نقاشی پدید آمده‌اند اشاره کرد. او در بعضی آثار خود، زنان معمولی ایرانی را به تصویر کشیده‌است که «در زندگی روزمره زنانی ویژه نیستند، ولی در تاریخ فرهنگ ایران ماندگارند».
مظفری در آثار میکس مدیای خود تصاویر انسان‌ها یا مکان‌ها را بر روی بوم چاپ می‌کند و سپس بر روی آن‌ها به نگارگری می‌پردازد. او از لایه‌های طلا برای نشان دادن تندیس‌های گذاشته شده بر بالای طاق‌های شهر پاریس یا تابش خورشید در فضاهای بزرگ بهره‌می‌گیرد. نقش تصویرهای چاپ شده در کارهای او تا حدی محو و در زیر رنگ خود نقاش کم‌پیدا می‌شود. در آثار با ابعاد بزرگتر خود، مظفری از رنگ‌های نارنجی روشن و آبی تیره برای ایجاد فضاهای مه‌آلود بهره می‌گیرد.